# Nelsonia neotomodon
Nelsonia neotomodon és una espècie de mamífer rosegador de la família dels cricètids. És endèmica de la Sierra Madre Occidental, des del sud de Durango fins al nord de Jalisco i Aguascalientes (Mèxic). El seu hàbitat natural són els boscos de coníferes. Està amenaçada per la tala d'arbres arreu de la seva distribució. El seu nom específic, neotomodon, significa ‘nova dent afilada’ en llatí.